# Ronald Ross (koszykarz)
Ronald Lovell Ross (ur. 11 lutego 1983 w Hobbs) – amerykański koszykarz występujący na pozycji rozgrywającego, po zakończeniu kariery zawodniczej trener koszykarski.
W 2005 reprezentował Golden State Warriors, podczas letniej ligi NBA.

## Osiągnięcia
Na podstawie, o ile nie zaznaczono inaczej.
NCAA
- Uczestnik rozgrywek:
  - Sweet 16 turnieju NCAA (2005)
  - II rundy turnieju NCAA (2004, 2005)
  - turnieju NCAA (2002, 2004, 2005)
  - final four turnieju NIT (2003)
- Zawodnik roku – Chip Hilton Player of the Year (2005)[3]
- Zaliczony do:
  - I składu:
    - Big 12 (2005)
    - defensywnego Big 12 (2005)
    - turnieju Big 12 (2005)
    - zawodników, którzy poczynili największy postęp w Big 12 (2005)
- Lider Big 12 w liczbie:
  - (86) i średniej przechwytów (2005 – 2,6)
  - celnych rzutów rzutów:
    - z gry (2005 – 232)
    - za 2 punkty (2005 – 192)

Drużynowe
- Mistrz Cypru (2017)
- Wicemistrz Cypru (2018)
- 3. miejsce w Pucharze Rumunii (2015)

Indywidualne
- Obrońca roku USBL (2007)
- Zaliczony do:
  - I składu:
    - defensywnego ligi:
      - chorwackiej (2014)
      - USBL (2007)

    - najlepszych zagranicznych zawodników ligi chorwackiej (2014)
    - USBL (2007)

  - II składu ligi chorwackiej (2014)
- Lider:
  - strzelców ligi chorwackiej (2013)
  - w przechwytach:
    - ligi chorwackiej (2012, 2013)
    - USBL (2007)